# 自力更生支援計劃
自力更生支援計劃是香港社會福利署自1999年6月1日推行的計劃，此計劃規定，所有領取綜援的失業但健全成年（15-59歲）受助人必須參加此計劃，尋找工作。
豁免條件：
1. 受助人需照顧年幼或傷殘的家庭成員
2. 經醫生證明健康欠佳
3. 屬低收入全職工作人士即每月工作至少120小時，工資不少於1,450元（2007年12月起改為1,490元）

此計劃包括「積極就業援助計劃」、「社區工作計劃」或其他就業援助試驗計劃，包括「深入就業援助計劃」，另有豁免計算入息的安排以鼓勵受助人逐漸脫離綜援網。
合資格的參加綜援受助人如不遵守及參與此計劃下的有關安排，將會被停發綜援金, 停發期最少14日。

## 積極就業援助計劃
每兩星期（15至49歲）或每一個月（50至59歲又5個月）與就業援助主任面談交待求職的方式及結果。有關受助人需每兩星期或每一個月最少尋找2份工作。

## 社區工作計劃
安排受助人參與不多於每星期3次，第一階段共24次以及第二階段共72次的各式各樣的社區服務，例如清潔郊野公園和海灘，又或者一些簡單的文職工作。目的是培養他們的自尊和自信，為日後尋找有薪工作做準備。

## 深入就業援助計劃
社署於2003年10月起委託非政府機構營辦此計劃，社署職員將轉介有工作能力的綜援受助人參加計劃，目的是提高受助人的受僱能力。 此計劃包括個人就業援助服務，短暫經濟援助，小型企業或合作社及就業後的支援服務。

## 豁免計算入息
此項安排，避免領取失業綜援的低收入人士工作收入被等額在綜援金額扣減，而鼓勵受助人尋找工作。從2007年12月起,豁免入息計算改為當月入息首800元全數豁免, 其後半數豁免,最高豁免額為2,500元。2021年2月起，豁免入息最高豁免額為4,000(首1,200全數豁免，其後為半數豁免(即1,200.01至6,800元)，6,800元以上的收入不獲豁免)

## 欣曉計劃
欣曉計劃是類似自力更生支援計劃的試驗計劃，對象是年紀最少的子女年齡介乎12-14歲的單親家庭綜合援助受助人。與自力更生支援計劃有所不同，此試驗計劃是鼓勵性質為主，希望單親家庭家長能隨著子女長大，重投勞動市場，因此他們不需要參加社會服務，只需積極尋找每月不少於32小時的有薪工作（即兼職或全職工作亦可），他們每月只需尋找最少兩份工作，較自力更生支援計劃為低。他們有權拒絕參加此計劃而繼續領取綜援，但綜援金額將會每月被扣減$200。

## 成效
據政府有關數字，自1999年6月至2007年1月底，共有78,650人，在參加「自力更生支援計劃」後覓得工作。。《公正報》則在2000年指責社署無法證明自力更生計劃與脫離綜援的因果性，因其失業率會受社會經濟環境影響。而政府則過於重視削減開支，忽略幫助脫貧這一目的。
截至二〇〇六年七月，深入就業援助計劃已為34000多名綜援受助人及其他失業人士提供服務，當中超過四成半參加者在接受服務後覓得全職工作，而綜援受助人中有四成參加者更完全脫離綜援網或減少領取綜援。
另一方面，此計劃推出後，被部份非政府組織批評「積極就業援助計劃」不能有效協助有關人士重投勞動市場，不斷求職失敗經驗令他們產生挫敗感。負責此計劃的就業援助主任，未能提供適當的個人化服務，因此對參加者尋找工作作用不大。
而安排社區工作，部份政黨認為除涉及極高的行政成本外，對培訓有關受助人毫無幫助，因為社區工作大多是低技術的工作（如清潔郊野公園）。被戲謔為「服務令」。

## 外部連結
- 社會福利署：自力更生支援計劃介紹網頁 （页面存档备份，存于）
- 社會福利署：深入就業援助計劃介紹文件(pdf)